# Air Antwerp
Air Antwerp was een Belgische luchtvaartmaatschappij. Ze werd opgericht in mei 2019. Aandeelhouders waren het Ierse bedrijf CityJet (75%) en de Nederlandse KLM (25%).
Op 27 juli 2019 werd het eerste toestel aan het publiek getoond. Het vliegtuig maakte vroeger deel uit van de vloot van VLM Airlines.
De aanvraag voor een Air operator's certificate (AOC) werd in 2019 ingediend bij de federale overheidsdienst Mobiliteit.  Op 9 augustus bevestigde Air Antwerp dat de Air operator's certificate en exploitatievergunning ontvangen zijn. De eerste vlucht vond plaats op 9 september naar London City Airport. Er waren enkele gewezen werknemers van VLM Airlines aan de slag bij Air Antwerp.
Air Antwerp overleefde de coronapandemie niet en in juni 2021 werd besloten de activiteiten te beëindigen en de maatschappij te ontbinden. KLM was toen nog de enige aandeelhouder.

## Vloot
Per juli 2019:
- 1 Fokker 50 met registratie OO-VLS die geleased werd van Largus Aviation